# Una luz en el camino
Una luz en el camino é uma telenovela mexicana produzida e exibida pelo Las Estrellas, de 6 de abril a 31 de julho de 1998, em 85 capítulos, substituindo Sin ti e sendo substituída por Gotita de amor. Escrita por Mario L. Mortheo, com direção de Benjamín Cann, Alfredo Gurrola e Lily Garza. A trama foi um remake da telenovela argentina El árbol azul (1991).
Apresentou Verónica Merchant, Guillermo Capetillo e Mariana Botas como protagonistas e Susana Zabaleta e Zaide Silvia Gutiérrez como antagonistas principais.

## Enredo
Tudo começa quando Ana Olvera, esposa de Rodrigo González de Alba e mãe da pequena Luciana morre de um aneurisma cerebral. Com isso, dona Clara que é mãe de Rodrigo decide ajudá-lo a cuidar de Luciana e preencher um pouco do  vazio deixado por Ana. Ao mesmo tempo, Marcela é uma jovem universitária que se forma em Psicologia Infantil e está prestes a se casar, mas infelizmente seu noivo sofre um acidente aéreo e morre justamente no mesmo dia em que Ana Olvera. Para Rodrigo e Marcela, é difícil superar a morte de seus entes queridos e por isso se refugiam em seus respectivos trabalhos; mas o primeiro acaba se esquecendo de algo primordial: Passar mais tempo com sua filha, que se sente abandonada desde a morte da mãe.
      Cinco anos depois, Luciana é uma adorável garotinha de sete anos que vive com sua avó Clara, mas quando ela sofre um acidente automobilístico e entra em coma, Juan Carlos que é pediatra de Luciana  aconselha Rodrigo a levar a menina para as consultas com Marcela, que como psicóloga infantil, pode ajudá-la a superar qualquer coisa que se aconteça com a avó. Luciana e Marcela se tornam grandes amigas e a pequena reencontra nela o calor maternal que tanto ansiava, a ponto de querer a união de seu pai Rodrigo e Marcela. Mas nem tudo são flores pois Rodrigo está noivo de Astrid, uma mulher frívola e má que deseja se casar com Rodrigo para ficar com sua fortuna; quando Rodrigo está longe, Astrid despreza, maltrata Luciana e ameaça afastá-la de seu pai, enviando-a para um internato na Europa. Felizmente, Luciana conta com o auxilio do fazendeiro Eliseo para armar diversas travessuras para desmascarar Astrid e deixar o caminho de Rodrigo livre para Marcela.
Enquanto isso, o acampamento infantil está para começar e apesar de ser convidada por Padre Federico e Juan Carlos para ser a psicóloga do acampamento, ela nega, pois não quer deixar suas consultas em sua clínica na universidade e muito menos a Rodrigo, com quem começa a namorar. E Astrid quer separá-los a todo custo, além de atear fogo no consultório de Marcela e causar sua demissão da universidade. E assim se desenrola a trama da novela, onde Luciana se encarrega de ser a luz no caminho de Rodrigo e Marcela e viver várias aventuras com as crianças que participam do acampamento El Pinar e são ajudadas por Marcela, como a menina Paulina que convive com as constantes brigas e a eminente separação de seus pais, Vicky cuja mãe é uma famosa atriz que só se importa com sua carreira e sempre a deixa em segundo plano, o menino Pablito que adorava seu avô falecido e sofre com a morte deste, a rica Lupita cujos pais a proíbem de fazer amizade com outras crianças cuja classe social seja inferior à sua e isso influencia em sua personalidade e André cuja família sofre com o caráter violento de seu pai.

## Elenco
- Mariana Botas .... Luciana
- Guillermo Capetillo .... Rodrigo
- Verónica Merchant .... Marcela
- Susana Zabaleta .... Astrid del Valle
- Zaide Silvia Gutiérrez .... Elodia Vidal
- Ramón Abascal .... Renato
- Luz María Aguilar .... Clara Gonzalez de Alba
- Marta Aura .... Chole
- Mario Casillas .... Don Eliseo de la Garza
- Eduardo Verástegui .... Daniel
- Eugenia Cauduro .... Luisa Fernanda
- Orlando Miguel .... Miguel
- María Marcela .... Lorena
- Otto Sirgo .... Padre Federico
- Graciela Doring .... Margarita
- Archie Lafranco .... Juan Carlos
- Arturo Barba .... Enrique
- Fernando Nesme .... José Ramón
- Bárbara Ferré .... Mercedes
- Gretel Rocha .... Paulina
- Naydelin Navarrete .... Vicky de los Santos
- Mayte Iturralde .... Lupita
- Luis Fernando Madrid .... Pablito
- Roberto Marín .... Marco
- Nicky Mondellini .... Victoria De de Los Santos
- Perla Jasso .... Bertha
- José Antonio Marros .... Don Pablo
- Gabriel Mijares .... Manolo
- Claudia Ortega .... Hortensia
- Rolando Brito .... Bruno
- Nayeli Pellicer .... Celia
- Radamés de Jesús .... Darío
- Silvia Eugenia Derbez .... Magda
- Edmundo Ibarra.... Germán
- Patricio Castillo .... Tomás
- Antonio Escobar ..... Armando
- Benjamín Islas .... Ismael
- Mickey Santana .... Andrés
- Valerie Sirgo .... Ivonne
- Óscar Traven .... Luis
- Martha Navarro .... Consuelo
- Andrea Legarreta .... Ana Olvera de Gonzalez
- Marcela de Galina .... María Marcela